# Суда (Пермский край)
Суда́ — село в Уинском районе Пермского края, центр Судинского сельского поселения.

## Географическое положение

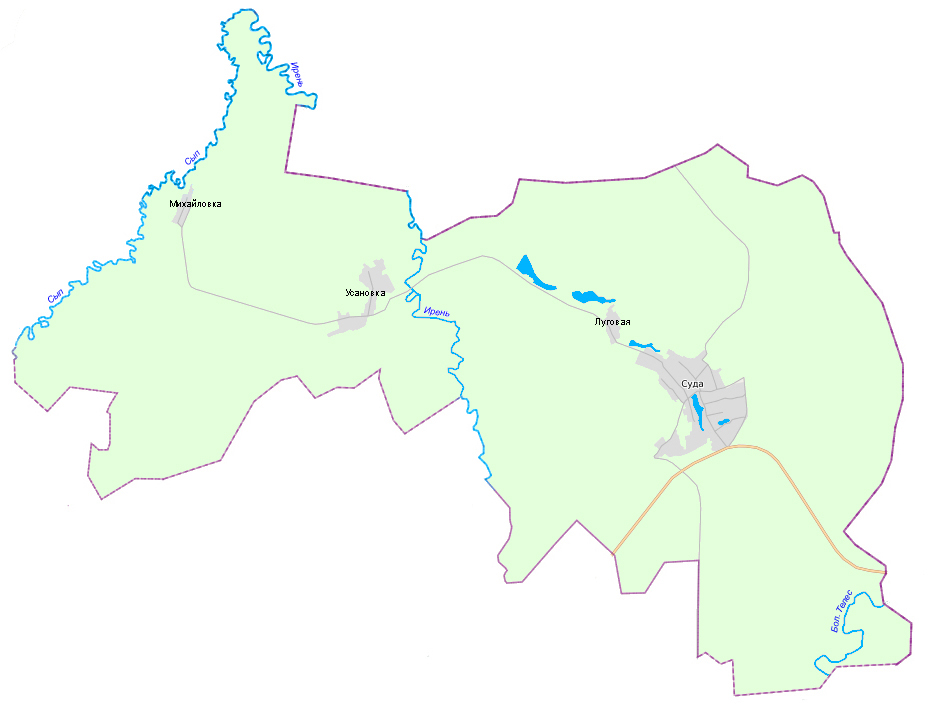
Село Суда на территории Судинского сельского поселения

Село находится в северо-восточной части Уинского района. Оно располагается по обоим берегам речки Судинки в её верхнем течении в 16 км к северо-востоку от села Уинское и в 120 км к югу от Перми.

## Климат
Климат умеренно континентальный, с продолжительной холодной и многоснежной зимой и сравнительно коротким, тёплым летом.
Самым холодным месяцем в году является январь, самым тёплым — июль. Абсолютный минимум температуры зимой может достигать — 50° С, максимум летом +38° С. По данным метеостанции Чернушка, средняя многолетняя температура самого холодного месяца −17,1 ° С, самого жаркого +25,2° С.
Образование устойчивого снежного покрова происходит в среднем во второй декаде ноября, продолжительность снежного покрова — 170 дней. Основное накопление снега идёт в начале зимы. Разрушение устойчивого снежного покрова приходится на конец второй декады апреля.
Характерной чертой зимней циркуляции являются частые вторжения воздушных масс с севера, а также южные циклоны, с которыми связаны резкие изменения погоды (снегопады, оттепели). В весенне-летний период возможны возвраты холодов, связанные с вторжением холодного арктического воздуха. Нередко похолодания сопровождаются обильным выпадением снега.
Смена тёплого и холодного периодов обуславливается переходом температуры воздуха через 0о. Этот переход весной происходит в начале-середине апреля, осенью в третьей декаде октября.
Годовая сумма осадков составляет в среднем 557 миллиметров. За период с апреля по октябрь выпадает 393 миллиметра, за холодный период (ноябрь-март) — 164 миллиметра, максимальный слой суточных осадков (90 миллиметров) приходится на тёплый период.
Средняя годовая относительная влажность воздуха составляет 76 %, наиболее высокое значение наблюдается в зимнее время (82-84 %), летом уменьшается до 65-70 %.
Среднегодовая скорость ветра достигает 3,1 метра в секунду. Минимум скорости ветра приходится на летние месяцы. Наибольшее значение скорости ветра приобретают с октября по февраль. Преобладающее направление ветра — южное и юго-западное.

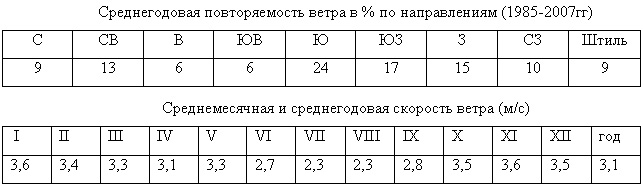
Повторяемость и скорость ветра в Суде

Продолжительность солнечного сияния в году составляет около 1850 часов, наименьшая за год наблюдается в декабре, наибольшая — в июне. В тёплое время года от 2 до 5 дней в месяц бывает без солнца, в холодное время года число дней без солнца увеличивается до 15-25 и более. Продолжительность периода с температурой выше 10 °C соответствует периоду активной вегетации и равняется в среднем 125 дням с суммой средних суточных температур 1925°, с температурой выше 15 °C соответственно 70 дням и 1266°. Продолжительность вегетационного периода составляет 160 дней, сумма средних суточных температур за этот период равна 2190°, количество осадков — 393 миллиметра.
Запасы продуктивной влаги в почве к началу сева ранних яровых культур составляют 140—145 миллиметров в метровом почвенном слое.
Значительное влияние на хозяйственное использование территории оказывают туманы, грозы, метели, гололедицы. В августе-сентябре бывает до 24 дней с туманами. Грозы наблюдаются чаще всего летом. Основное число гроз приходится на период с мая по август, в среднем за год отмечается до 30 дней с грозой. В зимний период часты метели.
В Суде достаточно благоприятные климатические условия для развития сельского хозяйства в животноводческо-зерновом направлении. Возможна перезимовка озимых культур, многолетних трав и плодово-ягодных культур. Отсутствие интенсивного негативного воздействия на окружающую среду делает село благоприятным для производства экологически чистой сельскохозяйственной продукции. Вместе с тем частые возвраты холодов весной и в начале лета, заморозки в первой половине лета, осложняют ведение сельского хозяйства в селе.

## Почвенно-растительные условия
Суда относится к зоне Кунгурской лесостепи. Здесь преобладают оподзоленные чернозёмы, серые, светло-серые и тёмно-серые лесостепные почвы.
Среди темноцветных почв Кунгурской лесостепи лучшими являются оподзоленные чернозёмы, далее следуют тёмно-серые, серые и светло-серые лесостепные почвы. Но, несмотря на повышенное потенциальное плодородие, по сравнению с дерново-подзолистыми почвами, оподзоленные чернозёмы и лесостепные почвы без внесения удобрений не обеспечивают получение высоких урожаев с/х культур.
По механическому составу преобладают тяжело- и среднесуглинистые почвы. Почвообразующими породами, в основном, являются покровные глины, суглинки. Плодородие почв достаточно высокое для зоны нечерноземья. Территория отнесена к IV, благоприятной, зоне сельскохозяйственного производства, агроприродный потенциал её 75-80 баллов, бонитет почв находится в пределах 70-80 баллов.
Территория Суды относится к подзоне широколиственно-хвойных лесов подтаёжной зоны.
Леса в окрестностях поселения состоят из ели, пихты, сосны с большой примесью широколистных пород — ильма, клёна, реже дуба. Так же имеются мелколиственные леса: березняки и осинники.
Из трав характерны: клевер средний, зопник клубненосный, астра степная, дрок красильный, вероника колосистая, лабазник шестилепестный, володушка золотистая, сныть обыкновенная, буковица лекарственная, бубенчик лилиелистный, колокольчик крапиволистный, осока средняя, купена лекарственная и другие. Заболоченные места в поймах рек заросли ольхой и ивой. Кустарниковый ярус представлен шиповником, ракитником русским и дроком красильным, реже встречается вишня степная.
Леса поселения богаты значительными ресурсами ягодников, лекарственных растений. В изобилии растут малина, смородина, земляника, клубника, клюква, черника.

## Рельеф

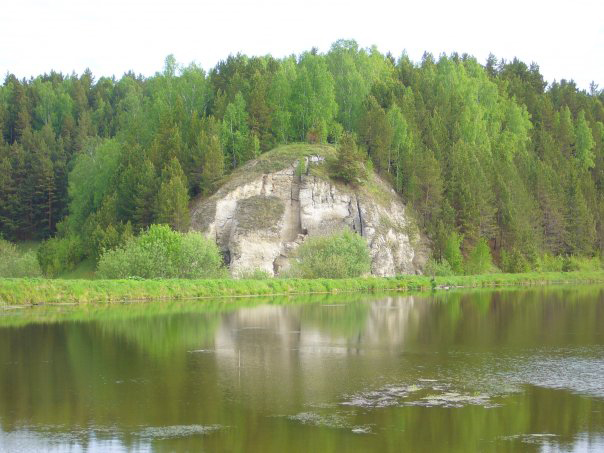
Каравай-гора

Территория Суды относится к Предуральской возвышенно-всхолмлённой равнине, расчленённой долинами рек, озёрами и логами.
Рельеф поселения осложнён карстовыми формами, среди которых выделяются воронки и другие. Карстовые формы распространены неравномерно. Большинство воронок приурочено к водоразделам, но наибольшую плотность они имеют на склонах и присклоновых частях рек. Наиболее распространены воронки диаметром 5-25 м при глубине 5-10 м.

## Геологическое строение
Местность находится на восточной окраине Восточно-Европейской платформы. Эта область отмечена присутствием широкого комплекса осадочных формирований, датирующихся Палеозойской и Кайнозойской эрами. Абсолютная мощность осадочного чехла составляет около двух километров. Слои залегают горизонтально.
Палеозой представлен Пермскими породами. Эти породы обнажаются на северо-западе Суды, по правому берегу реки. Обнажения выглядят как вытянутые светлые скалы, высота которых около 10-ти метров. Породы этих обнажений принадлежат Тюйской пачке Иренского горизонта Кунгурского яруса Нижнего отдела Пермской системы. В основном они представлены светло-серым кристаллическим известняком, силицифицированным в некоторых местах, иногда доломитизированным.
Породы Неогеновой системы представлены щебнем и глыбами карбонатных горных пород с суглинистым заполнителем.
Четвертичные породы являются самыми молодыми. Имеют элювиально-делювиальное, делювиальное и аллювиальное происхождение. Представлены различными суглинками и глинами.
Особая геологическая обстановка в окрестностях села Суда создаётся карстовыми явлениями. Территория села лежит в пределах Иренского карстового района. Карст окрестностей села принадлежит карбонатному типу. Он представлен такими формами, как воронки, карстовые ручьи, пещеры и поноры.

## История
Впервые речка Суда упоминается в летописи в 1623 году, когда Михаил Кайсаров проводил перепись населения Пермских земель. В извлечениях из писцовых книг М. Кайсарова, помещённых в «Пермской летописи» В. Н. Шишонко, сказано, что до прихода русских на берегу речки Суды была юрта татарина Аккилдея Губаева с детьми. Вотчина (то есть владения) Аккилдеевых простиралась вверх по Ирени и Большому Телесу, занимая значительную часть земель, находящихся ныне на территории Уинского и Октябрьского районов.

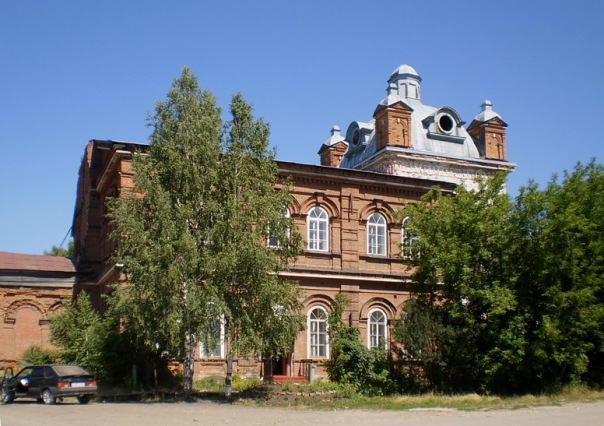
Андреевская церковь в Суде (фото 2010 года)

В 1954 году в Суде было найдено серебряное блюдо с изображением орла, держащего в когтях антилопу, которое было изготовлено в Восточном Иране в VII веке.
Появление русских у речки Суды связано с заселением Иренского края более трёх веков назад. Сюда, на плодородные земли, где было много богатых угодий, лесов, пушного зверя, дичи, рыбы в водоёмах ехали люди по принуждению (по царскому указу), а некоторые переселялись и добровольно, получая временные льготы. Спасаясь от преследования, здесь, в лесах, находили убежище раскольники.
Первые поселенцы прибыли из разных мест России — Великого Новгорода, Кунгура, Соликамска, Чердыни, с реки Суды (ныне территория Вологодской области), Белого Озера, Великого Устюга.
Вначале на месте нынешней Суды было всего пять дворов. Затем русское население стало быстро увеличиваться. В 1668 году здесь значится крупный населённый пункт.
В 1708 году, во время башкирского восстания под руководством старшины Алдара, Суда была почти полностью сожжена, а жители частью перебиты, частью уведены в плен. Только немногим удалось спастись в окрестных лесах.
Для защиты в Суде был построен острожек недалеко от места, где сейчас находится Дом культуры, с южной стороны села, на высоком правом берегу, против слияния речки Судинки с безымянным ключом, текущим с востока.
В 1734 году в Суде была построена первая деревянная церковь (впоследствии она сгорела). В связи с этим некоторые краеведы время основания села Суды относят к 1734 году, что безусловно является ошибкой. С постройкой церкви село стало называться иначе — Судинское. Памятником 18 века является белая каменная Андреевская церковь, построенная в 1764 году и сохранившаяся до наших дней. После постройки этой церкви село стали именовать Андреевским, но новое имя не прижилось.
Судинские крестьяне не были крепостными, но известные своей жестокостью и притеснениями заводчики Демидовы пытались в 1741 году привлечь судинцев к работе на своих заводах. И только несчастье спасло от приписки к заводам: судинские крестьяне «пострадали от башкирской шатости и пришли в крайнее изнеможение». Речь идёт о неоднократном нашествии башкирских феодалов в судинский край.
В период крестьянского восстания под предводительством Емельяна Пугачёва в 1773—1774 годах всё взрослое население села Судинского ушло в отряды повстанцев.
В 1780 году в селе Судинском было 109 дворов, в которых насчитывалось 802 жителя, в деревне Луговой — 213 жителей, в Нижних Курбатах — 39, в деревне Кулаковой — 34. Все они примыкали к Суде и находились под управлением Судинского острожка.
В 1840—1841 гг. судинские крестьяне приняли активное участие в так называемом «картофельном бунте», охватившем ряд волостей Пермской губернии.
В 1872 году здесь открылась школа. В 1898 году она преобразована в земское (министерское) двухклассное училище, для которого было построено двухэтажное кирпичное здание. В нём стала размещаться школа. Это было единственное украшение села, единственная в округе доступная для крестьянских детей школа, в которой обучались дети Медянской, Ординской, Шляпниковской, Воскресенской, Уинской, Ашапской, Опачевской волостей и даже из Юго-Осокино и Сарашей. Но и в это учебное заведение удавалось попасть немногим.
Село становится не только центром волости, но и крупных торговых съездов (ярмарок), которые здесь вначале проводились с 9 мая, с 20 июля и с 30 ноября старого стиля ежегодно. Потом ярмарки стали собираться еженедельно. На них кустари-одиночки сбывали свою продукцию.
В начале XX века Судинская волость объединяла девять населённых пунктов: село Суда, деревни Верхние Курбаты, Кулаки, Луговая, Кошелева, Ивановка (Грачёва Шишка), Нижние Курбаты, Усановка, Чайка, в них проживало около 5000 человек. В самой Суде в 1904 году насчитывалось 1770 жителей.
В этом году здесь значится фельдшерский пункт и небольшая аптека. В связи с открытием в Уинском заводе врачебного пункта, Осинское уездное земское собрание 28 сентября 1905 года приняло решение о закрытии фельдшерского пункта в Суде с 1906 года.
В 1910 году в Суде открылось почтовое отделение. В 1911 году здесь возникло потребительского общество. В 1912 году в селе была основана библиотека, которая в 1913 году открылась для читателей.
В начале 1918 года в Суде установлена Советская власть. Весной этого же года местные органы власти произвели раздел земли между крестьянами.
Весной 1918 года на территории Судинской волости была создана Усановская волость. В это же время удовлетворено ходатайство о передаче Судинской волости из Осинского уезда в Кунгурский. В августе 1918 года село Чайка выделилось в самостоятельную волость.
Большие события происходили в селе в годы гражданской войны. В районе Суды гремели кровопролитные бои, по заявлениям советской пропаганды, «свирепствовали» кулаки и колчаковцы. В память о погибших в берёзовой роще в Суде воздвигнут обелиск.
В конце июня 1919 года в село вступили красные. Началось восстановление советской власти в Суде и в волости. В самой Суде образовано три сельских совета.
Осенью 1924 года прошли новые выборы в местные Советы. На территории бывшей Судинской волости были образованы Луговской, Судинский и Усановский сельские Советы, остальные упразднялись.
Первое сельскохозяйственное кредитное товарищество в Суде было создано 23 сентября 1922 года.

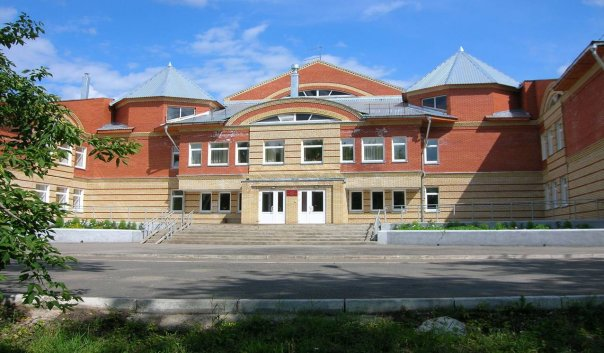
Школа в Суде

В 1929 году в Суде создают сразу три сельхозартели, но, не успев организационно окрепнуть, они распались. Организуется один колхоз имени Киселёва.
3 декабря 1935 года колхозники этой сельхозартели приняли решение о разделении коллектива на два. 10 декабря 1935 года принято постановление Уинской районной земельной комиссии о разукрупнении сельхозартели имени Киселёва Судинского сельсовета на два самостоятельных колхоза. 19 февраля 1936 года постановление земельной комиссии утверждено райисполкомом. Так появился в нашем районе колхоз имени Крупской.
Первая машинно-тракторная станция (МТС) была организована в селе Суда в 1935 году. В ней тогда было 35 колёсных тракторов, в том числе один «Фордзон», 5 комбайнов, на которых трудились 70 механизаторов.
За годы Советской власти село неузнаваемо изменилось. Суда была крупным административным и хозяйственным центром. Появились почта, крупный радиоузел, средняя школа, сырзавод, ветучасток, аптека, Дом культуры, библиотека, метеорологическая станция, районное отделение «Сельхозтехники», в 1935 году была построена больница. Для обслуживания трудящихся открыты магазины, столовая, пекарня, мастерские бытового обслуживания. Также во время СССР в Суде построены четыре пруда.
В 2005 году в Суде была построена новая двухэтажная школа.

## Население
| 2010 | 2021  |
| ---- | ----- |
| 1095 | ↘1055 |

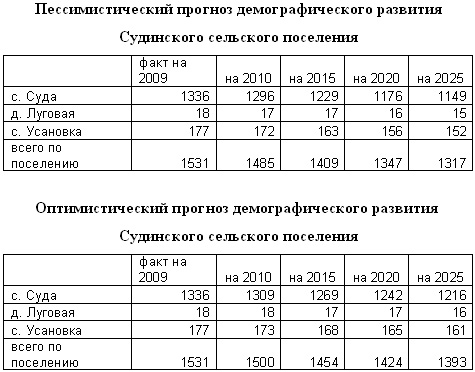
Прогнозы демографического развития Судинского сельского поселения

Численность постоянного населения продолжает сокращаться.
Уровень смертности превышает уровень рождаемости. Заметно сократилась доля детей и подростков в общей численности населения. Двух-, трёхдетная семья утратила доминирующее положение, всеобщее распространение получает одно-, двухдетная семья.